# 768
768 (DCCLXVIII) var ett skottår som började en fredag i den julianska kalendern.

## Händelser

### Augusti
- 1 augusti – Sedan påvestolen har stått tom i över ett år väljs Stefan III till påve.
- 6 augusti – Motpåven Konstantin II avsätts.

## Födda
- Han Yu, kinesisk poet.
- Xue Tao, kinesisk poet.
- Song Ruoxin, kinesisk hovdam och poet.

## Avlidna
- 24 september – Pippin den lille, kung av Frankerriket sedan 751